# دیر عثمان
دیر عثمان (به عربی: دیر عثمان) یک روستا در سوریه است که در ناحیه درکوش واقع شده‌است. دیر عثمان ۶۸۵ نفر جمعیت دارد.